# Jaroslav Průšek
Jaroslav Průšek (Prága, 1906. szeptember 14. – Prága, 1980. április 7.; kínai neve pinjin hangsúlyjelekkel: Pǔ Shíkè; magyar népszerű: Po Si-ko; hagyományos kínai: 普實克; egyszerűsített kínai: 普实克) cseh sinológus. A cseh sinológia megteremtője, kora egyik, nemzetközileg is legelismertebb sinológusa.

## Élete és munkássága
Průšek kezdetben a Károly Egyetemen ókori görög, római és bizánci történelmet hallgatott, de a diploma megszerzését követően Németországba, majd Svédországba ment. Svédországban Bernhard Karlgren tanítványa lett. Az 1930-as években Japánba és Kínába utazott, ahol jó viszonyba került a kínai értelmiségi körökkel, többek között baráti viszony fűzte Lu Hszünhöz is. 1937-ben tért vissza Csehszlovákiába. 1952-ben kinevezték a Károly Egyetem Kelet-Ázsia Tanszékének vezetőjévé. Az 1968-as prágai tavasz során játszott szerepe miatt eltvolították az egyetemről, élete végéig nem taníthatott, és nem publikálhatott.
Főbb kutatási területe a középkori és a modern kínai irodalom, valamint a kínai kultúra kialakulásának kezetei volt.

## Főbb művei
- Dictionary of Oriental Literature
- The lyrical and the epic: studies of modern Chinese literature
- Chinese history and literature: collection of studies
- Chinese states and the northern barbarians in the period 1400-300 B.C
- The origins and the authors of the hua-pen
- Die Literatur des befreiten China und ihre Volkstraditionen
- Études d'histoire et de littérature chinoises offertes au professeur Jaroslav Průšek
- My sister China
- Three sketches of Chinese literature[1]

### Magyarul
- A kínai nép szabadságharca; ford. Urhegyi Emilia; Szikra, Bp., 1950 (eredeti cím: Činský lid v boji za svobodu)